# Vladimir Boljević
Vladimir Boljević (in serbo Владимир Бољевић?; Podgorica, 17 gennaio 1988) è un calciatore montenegrino, di ruolo centrocampista, svincolato.

## Statistiche

### Cronologia presenze e reti in Nazionale
| Cronologia completa delle presenze e delle reti in nazionale ― Montenegro | Cronologia completa delle presenze e delle reti in nazionale ― Montenegro | Cronologia completa delle presenze e delle reti in nazionale ― Montenegro | Cronologia completa delle presenze e delle reti in nazionale ― Montenegro | Cronologia completa delle presenze e delle reti in nazionale ― Montenegro | Cronologia completa delle presenze e delle reti in nazionale ― Montenegro | Cronologia completa delle presenze e delle reti in nazionale ― Montenegro | Cronologia completa delle presenze e delle reti in nazionale ― Montenegro |
| Data                                                                      | Città                                                                     | In casa                                                                   | Risultato                                                                 | Ospiti                                                                    | Competizione                                                              | Reti                                                                      | Note                                                                      |
| ------------------------------------------------------------------------- | ------------------------------------------------------------------------- | ------------------------------------------------------------------------- | ------------------------------------------------------------------------- | ------------------------------------------------------------------------- | ------------------------------------------------------------------------- | ------------------------------------------------------------------------- | ------------------------------------------------------------------------- |
| 8-6-2015                                                                  | Viborg                                                                    | Danimarca                                                                 | 2 – 1                                                                     | Montenegro                                                                | Amichevole                                                                | -                                                                         | 59’                                                                       |
| 14-6-2015                                                                 | Solna                                                                     | Svezia                                                                    | 3 – 1                                                                     | Montenegro                                                                | Qual. Euro 2016                                                           | -                                                                         | 46’ 55’                                                                   |
| 5-9-2015                                                                  | Podgorica                                                                 | Montenegro                                                                | 2 – 0                                                                     | Liechtenstein                                                             | Qual. Euro 2016                                                           | -                                                                         |                                                                           |
| 8-9-2015                                                                  | Chișinău                                                                  | Moldavia                                                                  | 0 – 2                                                                     | Montenegro                                                                | Qual. Euro 2016                                                           | -                                                                         |                                                                           |
| 9-10-2015                                                                 | Podgorica                                                                 | Montenegro                                                                | 2 – 3                                                                     | Austria                                                                   | Qual. Euro 2016                                                           | -                                                                         | 56’                                                                       |
| 12-10-2015                                                                | Mosca                                                                     | Russia                                                                    | 2 – 0                                                                     | Montenegro                                                                | Qual. Euro 2016                                                           | -                                                                         | 84’                                                                       |
| 12-11-2015                                                                | Skopje                                                                    | Macedonia del Nord                                                        | 4 – 1                                                                     | Montenegro                                                                | Amichevole                                                                | -                                                                         | 46’                                                                       |
| 24-3-2016                                                                 | Atene                                                                     | Grecia                                                                    | 2 – 1                                                                     | Montenegro                                                                | Amichevole                                                                | -                                                                         | 85’                                                                       |
| Totale                                                                    |                                                                           | Presenze                                                                  | 8                                                                         |                                                                           | Reti                                                                      | 0                                                                         |                                                                           |

## Palmarès

### Club

#### Competizioni nazionali
- Campionato montenegrino: 1

Zeta: 2006-2007